# Luigi Olivi
Luigi Olivi (Campobasso, 18 novembre 1894 – Moraro, 17 giugno 1917) è stato un aviatore e militare italiano, che fu un pluridecorato Asso dell'aviazione da caccia, accreditato di 6 abbattimenti durante la prima guerra mondiale, ottenute in 48 combattimenti sostenuti in 180 missioni di guerra.

## Biografia
Nacque a Campobasso il 18 novembre 1894, figlio di Torquato e Virginia Rossini. Quando il padre fu collocato a riposo la famiglia si trasferì ad Ancona, dove lui terminò gli studi. Nel 1913 si arruolò volontario nel Regio Esercito, ed attratto dal mondo dell'aviazione chiese subito di essere ammesso al Battaglione Aviatori entrandovi il 31 dicembre dello stesso anno. Il 31 marzo 1914 fu promosso al grado di caporale, e il 31 luglio a quello di sergente ammesso a frequentare il corso di pilotaggio presso il campo d'aviazione di Aviano su velivolo Blériot XI. Rientrato a Torino il 23 agosto, l'8 novembre fu promosso al grado di sottotenente di complemento. 
Il giorno 23 fu trasferito presso il campo di istruzione pilotaggio di Mirafiori, ed il 2 marzo del 1915  a Pisa, dove il 16 giugno conseguì il brevetto di 1º grado su Bleriot 50 hp. Il 25 ottobre ebbe un incidente sull'aeroporto della Malpensa, mentre volava a bordo di un Macchi Parasol, un aereo di difficile pilotaggio.
Rientrato a Torino, dal 4 novembre fu assegnato alla 2ª Squadriglia per l'artiglieria, equipaggiata con i Macchi Parasol. 
Nell'aprile del 1916 fu promosso al grado di tenente, in forza alla 42ª Squadriglia equipaggiata con i Caudron G.3, ed impiegato in rilievi topografici della zona di Gorizia, in vista della sesta battaglia dell'Isonzo, che porterà alla conquista della città, del Podgora, del San Michele, del Carso e di Doberdò.
Dopo aver effettuato la transizione sui caccia Nieuport Ni.11 a Cascina Costa, entrò in servizio presso la 76ª Squadriglia Caccia il 25 luglio. 
Il 3 ottobre colpisce il serbatoio di un Hansa-Brandenburg C.I ferendo mortalmente l’osservatore leutnant Leopold Hirth della Flik 2 causando la caduta dell'aereo vicino ad Aisovizza.
Tra il 3 ottobre e il 17 giugno 1917 conseguì sei vittorie confermate, e una non confermata, 
L'11 ottobre, dopo la segnalazione di bombardieri nemici era in pattugliamento sopra Lucinico ed abbatte l'Hansa-Brandenburg C.I 61.72 vicino a Biglia (Merna-Castagnevizza), ferendo il mitragliere korporal Gustav Weiser della Flik 4 che riesce a tornare nelle proprie linee, in condivisione con il Sergente Mario Stoppani della 76ª.
Il 23 ottobre Olivi nel pomeriggio impegna ancora un combattimento:<<…quello del pomeriggio vide l’abbattimento dell’avversario, caduto, anch’esso come il precedente, presso il campo nemico di Biglia. Questi era un Brandenburg della Flik 4 che poco prima aveva costretto all’atterraggio un Caudron italiano, ma la gioia per il successo era durata poco; attaccati dal piccolo Nieuport i due membri dell’equipaggio furono subito colpiti: l’osservatore morì poco dopo l’atterraggio forzato dietro le proprie linee, mentre l’artiglieria italiana apriva il fuoco per distruggere il velivolo. La mira di Olivi era stata eccellente, aveva sparato un solo caricatore di 50 colpi, ma sull’apparecchio nemico vennero trovati ben 21 fori di proiettili.>> Bela Pecsely, leutnant ungherese, è la nuova vittima ed il zugsfuhrer Josef Franke il pilota che si salva. 
Il 25 novembre è un Hansa-Brandenburg C.I biposto, della Flik 23, che Olivi abbatte con una cinquantina di colpi all’altezza di Schönpaß <<l’apparecchio scompare planando anormalmente ed atterra Aisovizza>> in collaborazione con Ferruccio Ranza della 77ª Squadriglia aeroplani. Illeso il pilota oberleutnant Andreas von Kammerer, resta ucciso l’oberleutnant Bola Gantzstuckh von Hammersberg.
Nel mese di aprile aveva assunto il comando della 76ª Squadriglia sostituendo De Carolis.
Il 28 maggio Olivi su Nieuport 17 sul Monte San Marco avvista il Brandenburg C.I 229.01 della Flik 32 del korporal Paul Forgach con l'osservatore e mitragliere leutnant Anton Boeck ed insieme con lo SPAD VII del Maggiore Pier Ruggero Piccio, comandante del X Gruppo (10º Gruppo), lo abbattono fra Schönpaß e Paskonicze.
Il 17 giugno, dopo aver abbattuto un velivolo biposto avversario vicino a Merna, ritornò alla base per decollare nuovamente a bordo di uno SPAD VII e fotografare la sua vittima per ottenere una prova certa della vittoria. Giunto sulla verticale di Moraro il propulsore dell'aereo andò in avaria, ed egli dovette effettuare un atterraggio di emergenza, nel corso del quale riportò la frattura di due vertebre cervicali decedendo sul colpo.

### Esplicative
1. ↑  Ufficiale del corpo dei Reali Carabinieri, e comandante della locale stazione.
2. ↑  Il 15 aprile 1916 la 2ª Squadriglia era stata ridesignata 42ª.

### Bibliografiche
1. ↑  Varriale 2009, p. 72.
2. ↑  (EN) The Aerodrome.
3. 1 2  Franks, Guest, Alegy 1997, pp. 149-150.
4. ↑   Massimo Vitale, Luigi Olivi un “Asso” dell’aria, su cimeetrincee.it. URL consultato l'8 luglio 2015.
5. ↑  Regio Decreto dell'8 novembre 1914.
6. 1 2  Gentilli, Iozzi, Varriale 2002.
7. ↑  Gentilli, Iozzi, Varriale 2002, p. 291.
8. 1 2 3 4  Varriale 2009, p. 73.
9. 1 2  Franks 2000, p. 78.